# Gould Guggenheim Estate

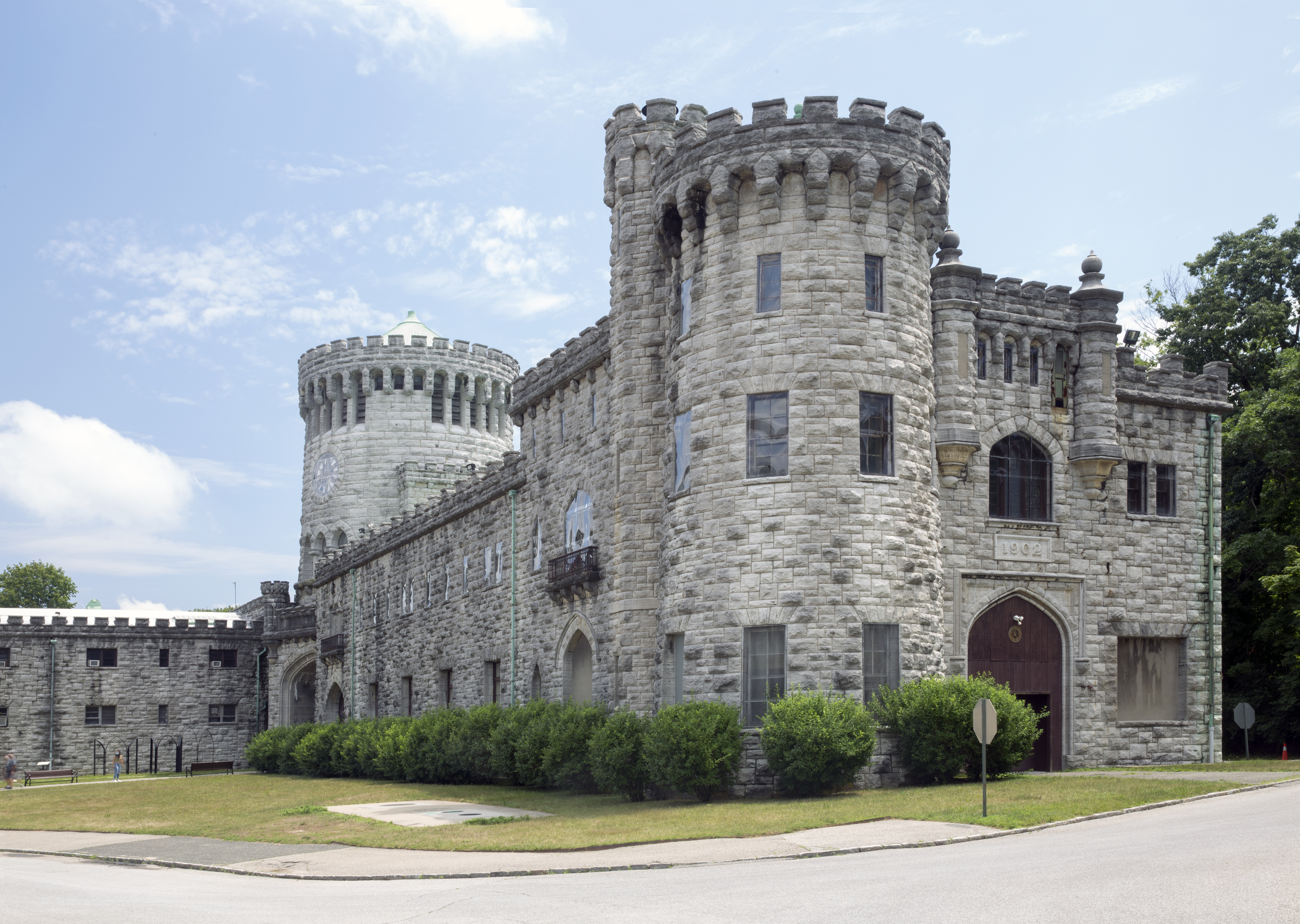
Hempstead House

Das Gould Guggenheim Estate, auch als Hempstead House bezeichnet, ist ein historisches Anwesen, und umfasst 16 Gebäude, darunter ein ehemaliges Herrenhaus in Sands Point, Long Island im US-Bundesstaat New York.
Das schlossartige Haus, eine Kopie des irischen Kilkenny Castle, wurde von 1902 bis 1912 von Howard Gould erbaut und auch manchmal unter dem Namen „Castle Gould“ erwähnt. 1917 wurde es von Daniel Guggenheim erworben. 1971 vermachte sein Sohn Harry F. Guggenheim den gesamten Besitz einschließlich seines Landsitzes „Falaise“ dem Nassau County, der es der Öffentlichkeit zugänglich machte. Heute ist das Areal Teil des Naturschutzgebiets „Sands Point Preserve“.